# كينتا ناكامورا
كينتا ناكامورا (باليابانية: 中村 健太) (مواليد 5 أكتوبر 1978)، هو لاعب كرة قدم سابق كان يلعب كلاعب وسط.